# Jeremy Corbyn

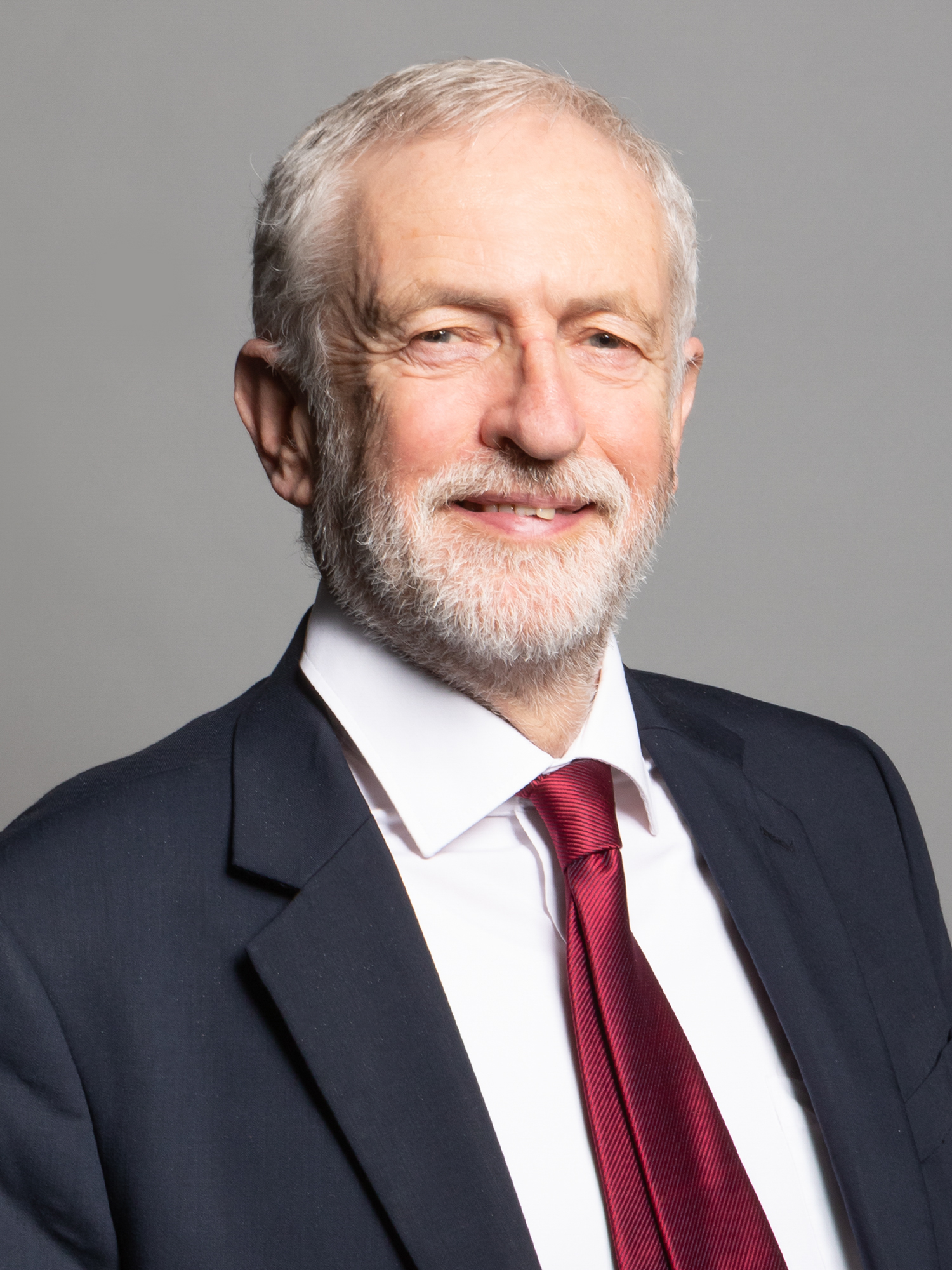
Jeremy Corbyn (2020)

Jeremy Bernard Corbyn (* 26. Mai 1949 in Chippenham, Wiltshire) ist ein britischer Gewerkschaftsfunktionär und Politiker (bis 2020 Labour Party, seit 2025 Your Party). Seit 1983 vertritt er den Wahlkreis Islington North im britischen Unterhaus. Von 2015 bis 2020 war er Parteivorsitzender und Oppositionsführer. Nach der verlorenen britischen Unterhauswahl 2019 erklärte er, sich als Parteiführer zurückziehen zu wollen. Corbyn war seit Oktober 2020 im Unterhaus fraktionslos. Als unabhängiger Kandidat gewann er die vorgezogenen Unterhauswahl am 4. Juli 2024 im Londoner Stadtviertel Islington. Während seiner Zeit als Parteivorsitzender wurde über Antisemitismus in der Labour-Partei diskutiert. Corbyn wurde vorgeworfen, diesen toleriert zu haben.

## Leben und politischer Werdegang
Jeremy Corbyn wurde als Sohn des Elektroingenieurs David Corbyn und dessen Ehefrau Naomi, einer Mathematiklehrerin an der Stafford Girls’ High School (heute: King Edward VI High School), geboren. Seine Eltern (gestorben 1986 und 1987) waren politische Aktivisten, die sich in einem Komitee zur Unterstützung der Republikaner im Spanischen Bürgerkrieg kennengelernt hatten. Sein älterer Bruder ist der Physiker Piers Corbyn.
Corbyn wuchs in Newport (Shropshire) auf. Er besuchte die dortige Adams’ Grammar School. Nach dem Schulabschluss im Alter von 18 Jahren arbeitete er zunächst zwei Jahre im Voluntary Service Overseas (VSO) in Jamaika, bevor er Funktionär der Gewerkschaft National Union of Public Employees (NUPE) (Gewerkschaft für die Beschäftigten im Öffentlichen Dienst) wurde. Nachdem er kurze Zeit am North London Polytechnic (heute: University of North London; Teil der London Metropolitan University) studiert hatte, brach er das Studium ab und arbeitete als Funktionär für die Gewerkschaft National Union of Tailors and Garment Workers (NUTGW).
1974 wurde er in den Rat (Council) des Londoner Stadtbezirks von Haringey gewählt (Councillor), in den er mehrmals wiedergewählt wurde und dort bis 1984 blieb. Corbyn arbeitete 1981 in Tony Benns Wahlkampagne für den Posten des stellvertretenden Parteivorsitzenden der Labour Party mit. 1983 wurde er erstmals für die Labour Party im Wahlkreis Islington North ins britische Unterhaus gewählt. Der Wahlkreis gilt traditionell als eine sichere Labour-Hochburg. Corbyn konnte seinen Wahlkreis seither erfolgreich verteidigen.

### Wahl zum Parteivorsitzenden 2015
| Kandidat      | Stimmen | Prozent |
| ------------- | ------- | ------- |
| Jeremy Corbyn | 251.417 | 59,5 %  |
| Andy Burnham  | 80.462  | 19,0 %  |
| Yvette Cooper | 71.928  | 17,0 %  |
| Liz Kendall   | 18.857  | 4,5 %   |
| Gesamt        | 422.664 | 100,0 % |

Nach der für Labour enttäuschend verlaufenden Unterhauswahl am 7. Mai 2015 trat der bisherige Parteivorsitzende und Spitzenkandidat Ed Miliband von seinen Parteiämtern zurück, so dass eine Neuwahl des Vorsitzenden notwendig wurde. Neben Corbyn führten drei weitere Kandidaten einen innerparteilichen Wahlkampf. Tony Blair, von 1994 bis 2007 Labour-Vorsitzender und von 1997 bis 2007 Premierminister, warnte im August 2015, Labour stehe vor der Vernichtung, falls Corbyn gewählt werde. Es sei der richtige Moment für ein „rugby tackle“: Jemand müsse diesen linken Schlafwandler aufhalten.
Am 12. September 2015 wurde Corbyn in einer Urwahl unter den etwa 554.000 Wahlberechtigten (Parteimitglieder sowie zugelassene Unterstützer), von denen knapp 423.000 teilnahmen, mit 59,5 % im ersten Wahlgang zum neuen Vorsitzenden der Labour-Partei gewählt. Die Wahlbeteiligung lag bei 72,3 %. Am 11. November 2015 wurde Corbyn Mitglied des Privy Council, wie es für Oppositionsführer üblich ist. Seitdem trägt er auch das Prädikat The Right Honourable. Unter Corbyns Parteivorsitz erlebte die Labour Party einen erheblichen Zustrom neuer Mitglieder. Unmittelbar vor der Unterhauswahl im Mai 2015 hatte die Partei 201.293 Mitglieder. Diese Zahl stieg bis Januar 2016 auf 388.407.

### Vertrauenskrise nach dem EU-Referendum
Nach dem Referendum über den Verbleib des Vereinigten Königreichs in der EU im Juni 2016 erklärten die beiden Labour-Parlamentsabgeordneten Margaret Hodge und Ann Coffey, dass sie ein Misstrauensvotum gegen Corbyn stellen wollten. Corbyns zögerliche und wenig engagierte Haltung in der Frage des Austritts aus der EU habe mit zu dem Ausgang der Abstimmung beigetragen. Die Ankündigung weitete sich anschließend zu einer parteiinternen Führungskrise aus. Bis zum 28. Juni erklärten insgesamt 20 der 30 Mitglieder ihren Rücktritt aus dem von Corbyn geführten Labour-Schattenkabinett. Der Außenminister im Schattenkabinett, Hilary Benn, der Corbyn direkt kritisiert hatte, wurde von diesem daraufhin entlassen. Benn sprach Corbyn in einem Interview der BBC die notwendigen Führungsqualitäten ab, die zum gegenwärtigen Zeitpunkt besonders nötig seien, da es möglicherweise bald Neuwahlen geben werde. Mit Corbyn an der Spitze könne Labour keine Wahl gewinnen. In einer Vertrauensabstimmung am 28. Juni stimmten 172 der Labour-Unterhausabgeordneten gegen Corbyn und 40 für ihn. Corbyn ließ daraufhin erklären, dass dieses Votum „bedeutungslos“ sei. Außerhalb des Parlaments fanden mehrere Kundgebungen der Momentum-Gruppierung, die Corbyns damalige Wahl zum Parteivorsitzenden maßgeblich vorangetrieben hatte, zu dessen Unterstützung statt. Während der Führungskrise nach dem Referendum erlebte Labour einen Masseneintritt von etwa 100.000 neuen Mitgliedern, so dass die Zahl der Labour-Parteimitglieder auf etwa eine halbe Million anstieg. Von den neuen Mitgliedern wurde angenommen, dass die meisten Corbyn unterstützen wollten. Im Februar 2019 verließ eine Gruppe aus Protest gegen die Politik Corbyns die Partei.
|                           | Jeremy Corbyn | Owen Smith |
| ------------------------- | ------------- | ---------- |
| Parteimitglieder          | 168.216       | 116.960    |
| Registrierte Unterstützer | 84.918        | 36.599     |
| Verbundene Unterstützer   | 60.075        | 39.670     |
| Stimmen gesamt            | 313.209       | 193.229    |
| Stimmen Prozent           | 61,8 %        | 38,2 %     |

Am 11. Juli 2016 erklärte Angela Eagle – ehemals Mitglied von Corbyns Schattenkabinett – ihre Kandidatur für den Labour-Parteivorsitz. Am 13. Juli folgte Owen Smith, auch ein ehemaliges Mitglied des Schattenkabinetts, als weiterer Kandidat. Nachdem Eagle nicht genügend Unterstützer in der Labour-Unterhausfraktion gefunden hatte, beendete sie am 19. Juli ihre Kandidatur und erklärte ihre Unterstützung für Smith. Zur Wahl standen damit nur noch Corbyn und Smith.
Vom 22. August bis 21. September 2016 wurde der neue Labour-Vorsitzende in einer Urwahl durch die Labour-Mitglieder und registrierte Labour-Unterstützer gewählt. Corbyn versuchte sich auf dem Posten des Parteichefs zu behaupten und versprach staatliche Investitionen in Höhe von 500 Milliarden Pfund. Am 24. September wurde auf einer Sonderkonferenz in Liverpool das Ergebnis bekanntgegeben. Corbyn gewann die Wahl mit 61,8 % der Stimmen.

### Unterhauswahl 2017
Zur Unterhauswahl 2017 trat die Labour Party mit einem Reformprogramm an, das massive öffentliche Investitionen in Infrastrukturprojekte (darunter einen starken Ausbau der erneuerbaren Energien) vorsah, finanziert durch höhere Einkommensteuern für Wohlhabende und Reiche, eine Vermögensteuer und eine Finanztransaktionssteuer. Bahnunternehmen, Post, Wasserversorgung und Gesundheitswesen sollten wieder verstaatlicht werden. Corbyn trat erstmals als Spitzenkandidat der Labour Party an, Premierministerin Theresa May erstmals als Spitzenkandidatin der Konservativen.
Bei der Wahl gewann Labour 9,5 Prozentpunkte hinzu, kam auf 40,3 % der Stimmen und 262 Mandate. Die Konservativen lagen bei der Anzahl der Stimmen mit 42,4 % nur knapp darüber (plus 5,5 Prozentpunkte), erzielten im Mehrheitswahlsystem aber 318 Mandate. Sie verloren die absolute Mehrheit im Unterhaus und mussten danach eine Koalition mit der Democratic Unionist Party eingehen. Die nationalistische UKIP verlor 10,8 Prozentpunkte der Stimmen.
Am 18. Februar 2019 verließen einige Abgeordnete die Labour-Fraktion und gründeten The Independent Group, eine eigene Fraktion. In ihrer Begründung wandten sie sich vor allem gegen die Führung des Parteivorsitzenden Jeremy Corbyn. Sie warfen ihm eine verfehlte Brexit-Politik, die Duldung von Antisemitismus in der Partei und eine linksradikale Agenda bei der Wirtschafts- oder Sicherheitspolitik vor.

### Unterhauswahl 2019

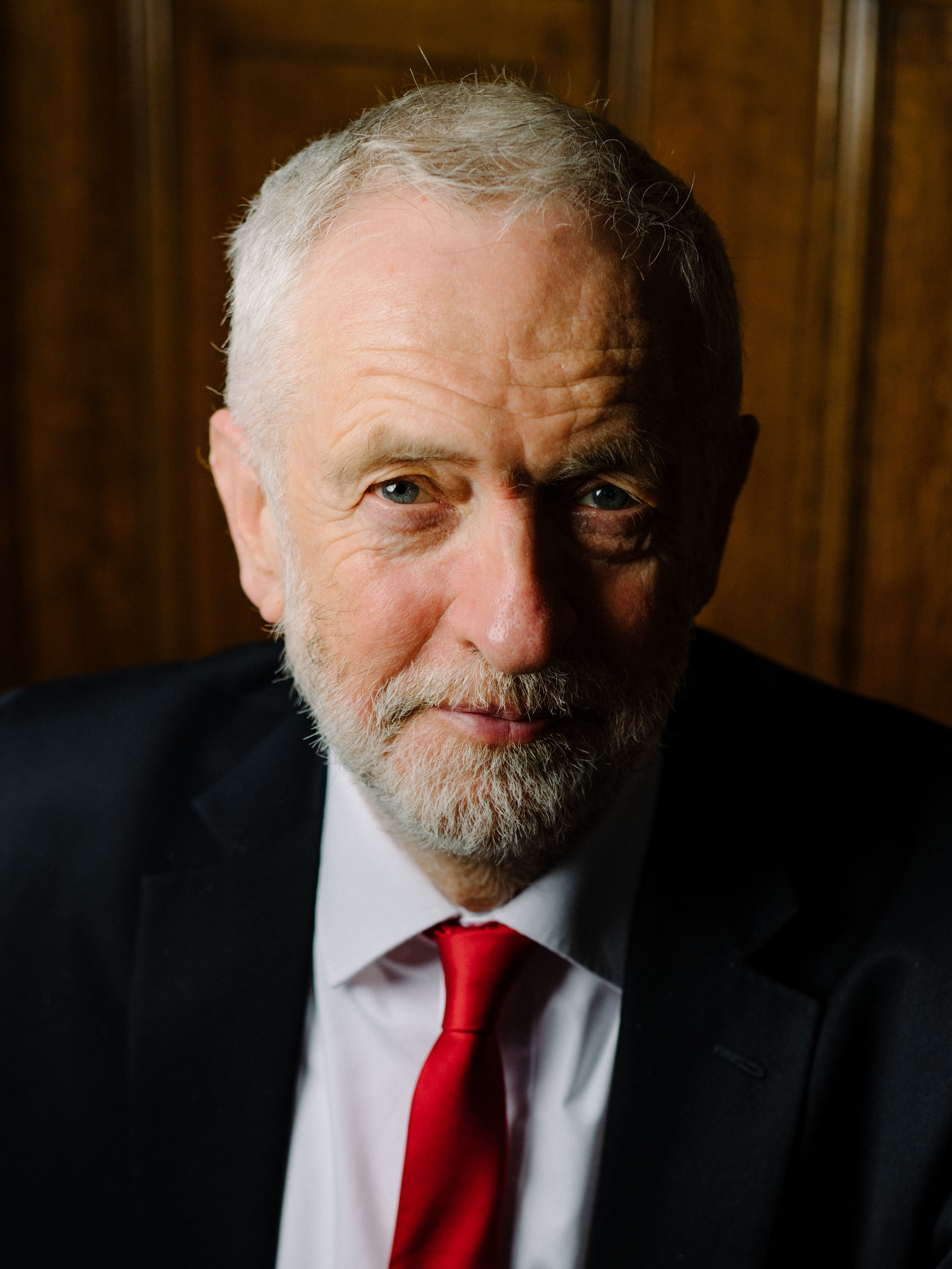
Jeremy Corbyn im November 2019

Corbyn führte Labour in die Britische Unterhauswahl 2019 mit einem Wahlmanifest, welches einen zweckmäßigen Brexit-Deal mit der EU binnen kurzer Zeit versprach, der in einem zweiten Referendum vorgelegt werden solle. Innenpolitisch versprach Labour ein Investitionsprogramm von 400 Milliarden Pfund und umfangreiche Wiederverstaatlichungen der in den 1980er Jahren privatisierten Betriebe. Labour verlor die Unterhauswahl mit dem für die Partei schlechtesten Ergebnis seit 1935 gemessen an der Sitzverteilung. Labour verlor insgesamt 59 Sitze im Unterhaus und konnte insgesamt nur 203 Wahlkreise gewinnen; dazu gingen auch viele Wahlkreise im sogenannten red wall, einer Ansammlung von Wahlkreisen in Nordengland und den Midlands, die seit vielen Jahrzehnten ununterbrochen Labour-Abgeordnete gewählt hatten, an die siegreiche Conservative Party unter Premierminister Boris Johnson verloren. Corbyn selbst gewann seinen eigenen Wahlkreis Islington North mit einer reduzierten Mehrheit. Viele namhafte Labour-Mitglieder und eine Mehrheit der Kommentatoren in den britischen Tageszeitungen machten Corbyn persönlich für das historisch schlechte Abschneiden mitverantwortlich. So bezeichneten einige Labour-Parteimitglieder Corbyn als „toxisch“ für den Wahlkampf der Partei. Dagegen lehnte Corbyn, obwohl er damals der unpopulärste Oppositionsführer seit Beginn dieser Umfrage vor 45 Jahren war, eine persönliche Verantwortung für den Ausgang der Wahl ab. Er gab bekannt, die Labour-Partei nicht mehr in die nächste Unterhauswahl führen zu wollen, ließ einen Rücktritt jedoch zunächst offen.
Am 15. Dezember 2019 wurde bekannt, dass Corbyn den Parteivorsitz trotz Rücktrittsforderungen aus seiner Partei bis zur für Ende März 2020 geplanten Wahl seines Nachfolgers behalten wolle. Innerhalb der Partei entstand eine Diskussion darüber, ob die Haltung der Partei zum Brexit oder die Parteiführung für das Wahlergebnis hauptverantwortlich ist. Corbyn forderte seine enttäuschten Anhänger auf, nicht aufzugeben und weiter für eine bessere Gesellschaft zu kämpfen. Am 4. April 2020 wurde Keir Starmer zum Nachfolger Corbyns als Parteivorsitzender gewählt.
Im Nachgang der Wahl 2019 wurde durch geleakte Dokumente deutlich, dass Corbyns Team viele Ressourcen auf Wahlkreise konzentriert habe, die eigentlich von den Konservativen dominiert werden. Umgekehrt seien dagegen hart umkämpfte Wahlkreise nicht priorisiert worden. Davon betroffen waren beispielsweise Wahlkreise wie Stoke-on-Trent North, wo Ruth Smeeth, Vorsitzende der Gruppe Jewish Labour Movement und entschiedene Kritikerin Corbyns, in der Folge die Wahl verlor.
Am 29. Oktober 2020 wurde nach einem Bericht der EHCR, der verstärkt antisemitische Tendenzen in der Labour Partei unter Corbyn bemängelte und auch seine Person verstärkt in der Kritik stand, insbesondere aufgrund von antisemitischen Social Media Postings, bekannt, dass Corbyn aus der Partei ausgeschlossen und nicht mehr für Labour bei den nächsten Wahlen antreten würde.

### Unterhauswahl 2024
Nachdem im Mai 2024 der Termin für die Unterhauswahl auf den 4. Juli festgelegt worden war, kündigte Corbyn am 24. Mai an, in Islington-Nord als unabhängiger Kandidat anzutreten. Er gewann den Wahlkreis mit 24.120 Stimmen vor dem Labour-Kandidaten Praful Nargund, auf welchen 16.874 Stimmen entfielen.

### Neue Parteigründung
Gemeinsam mit Zarah Sultana kündigte Corbyn am 24. Juli 2025 die Gründung einer neuen, linken Partei an. Deren Planungsbezeichnung lautet Your Party.

## Politische Positionen

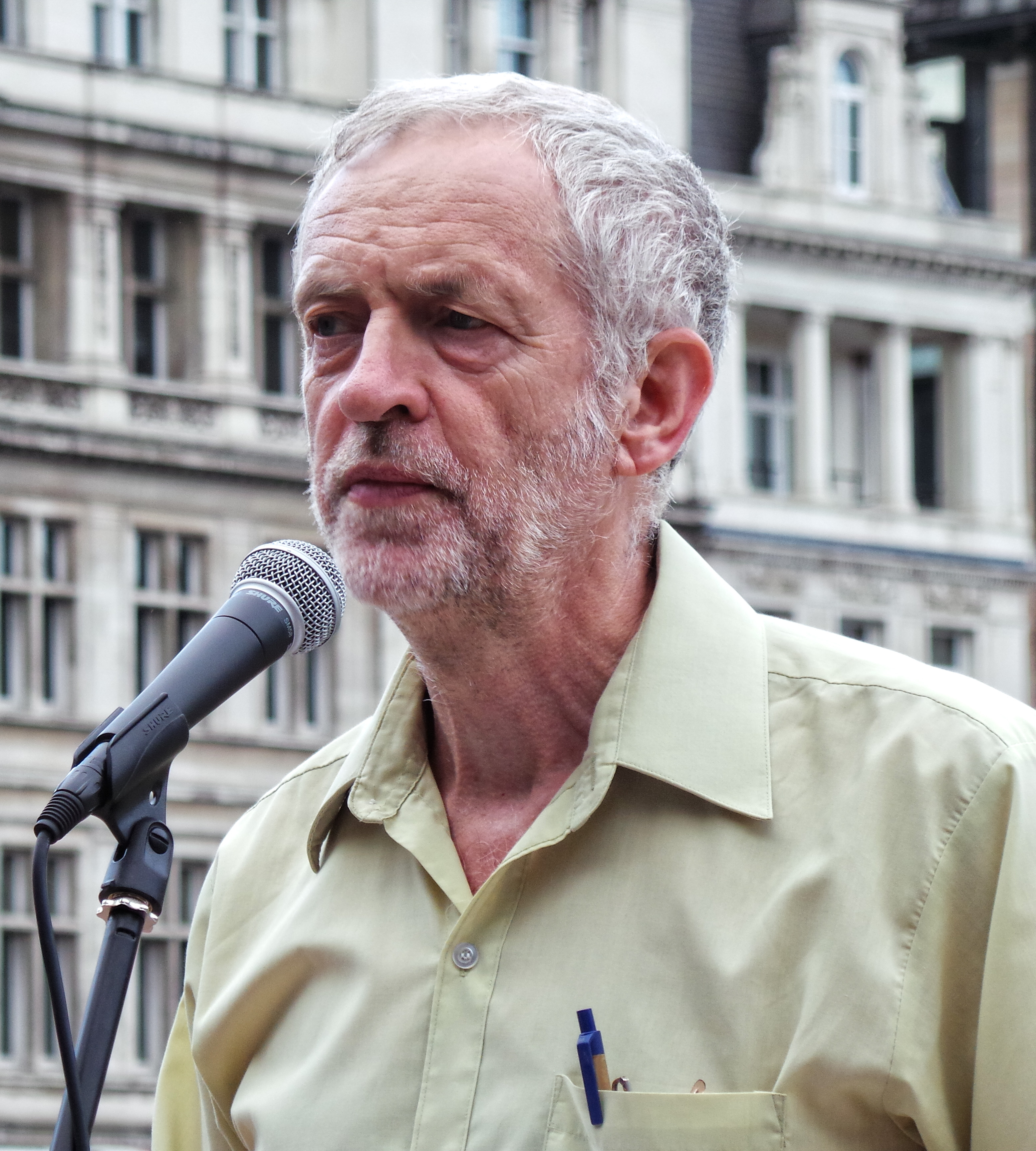
Jeremy Corbyn bei der No More War-Kundgebung auf dem Parliament Square (2014)

Corbyn, der sich selbst als „demokratischen Sozialisten“ bezeichnet, gilt als „ein klassischer Linker der Achtzigerjahre“ und steht der britischen Monarchie, New Labour sowie der Austeritätspolitik David Camerons ablehnend gegenüber. Er befürwortet einen NATO-Austritt seines Landes, eine pazifistische Außenpolitik, eine Verstaatlichung öffentlicher Versorgungsunternehmen sowie die Abschaffung von Studiengebühren. Zur Monarchie äußerte Corbyn 2015, er sei im Herzen Befürworter einer Republik, doch mache die Popularität der Königsfamilie eine Änderung der Staatsform unwahrscheinlich. Das Thema habe für ihn keine Priorität, da er vor allem sozialpolitisch tätig sein wolle.
Corbyn ist als Gegner der britischen Nuklearrüstung, darunter insbesondere der Trident-bestückten Vanguard-Atom-U-Boote, bekannt. Im Juli 2016 stimmte er im Unterhaus im Gegensatz zur Mehrheit der Labour-Fraktion gegen die anstehende Erneuerung der U-Boote. Für Kontroversen sorgte auch seine Aussage, dass er als Premierminister niemals den Befehl zum Einsatz von Nuklearwaffen geben werde. Kritiker warfen ihm vor, damit das ganze Konzept der nuklearen Abschreckung zu konterkarieren. In einem Interview in der Sunday Times drohte ein namentlich nicht genannter britischer General mit einer Meuterei der Armee für den Fall, dass Corbyn seine Abrüstungspläne als Premierminister verwirklichen sollte. Wörtlich sagte er: „[D]er Generalstab würde einem Premierminister nicht erlauben, die Sicherheit des Landes aufs Spiel zu setzen“ und drohte mit Rücktritten „auf allen Ebenen“. Das britische Verteidigungsministerium verurteilte diese Drohung.
Corbyn war ein Gegner des Kosovokriegs, weil dieser ohne UN-Mandat geführt wurde. Im Jahr 2004 unterstützte er einen parlamentarischen Antrag, in dem das Unterhaus aufgefordert wurde, einem im New Statesman veröffentlichten Artikel des Journalisten John Pilger zuzustimmen. In dem Antrag wurde der Krieg als „sogenannte humanitäre Intervention“ mit erfundenen Begründungen bezeichnet.
Corbyn protestierte in der Vergangenheit gegen eine öffentlich-private Partnerschaft bei Infrastrukturprojekten, befürwortete höhere Einkommensteuern für die „Reichsten in der Gesellschaft“, eine Forderung, die er vor den Unterhauswahlen im Dezember 2019 wiederholte, und trat für höhere Gewerbesteuern ein. Ehemalige Staatsbetriebe sollten wieder verstaatlicht werden, insbesondere im Energie- und Transportbereich. Zitierte Analysten in den Zeitungen The Guardian, Financial Times und andere kalkulierten im Jahr 2015 die Kosten der Nationalisierungen von den sechs großen Energieunternehmen inklusive der National Grid auf mindestens 124 Milliarden Pfund. Die finanziellen Mittel dafür sollten einerseits durch die höheren Steuern, andererseits durch größere Bemühungen in der Steuereintreibung aufgebracht werden. Um in Sozialwohnungen und öffentliche Verkehrsmittel investieren zu können, solle eine „National Investment Bank“ gegründet werden, die sich finanziert, indem sie Anleihen der Bank of England verkauft (Quantitative Lockerung für die Menschen). Auch tritt Corbyn dafür ein, die Forderung nach einer „Verstaatlichung der Produktionsmittel“ wieder in die Statuten der Labour Party aufzunehmen.
In der Vergangenheit war Corbyn einer der schärfsten Kritiker des New-Labour-Projekts von Tony Blair, Gordon Brown und Peter Mandelson und lehnte sowohl deren Wirtschaftspolitik als auch deren außenpolitische Ausrichtung ab. Als Vorsitzender der englischen Stop the War Coalition trat er auf Demonstrationen gegen den Irakkrieg auf und unterstützte frühzeitig die Forderung nach einer Untersuchungskommission über die Gründe des Kriegsbeginns. Nachdem Umfrage-Ergebnisse eine Wahl Corbyns zum Parteivorsitzenden im Sommer 2015 möglich erscheinen ließen, wurde er von Blair publizistisch massiv angegriffen: Unter Führung Corbyns drohe der Labour Party bei der nächsten Wahl die „Auslöschung“; Corbyns Politik sei in einer „Parallelwelt wie bei Alice im Wunderland“ angesiedelt, so Blair.
In einem BBC-Interview im November 2015 sagte Corbyn, er sei „nicht glücklich“ mit einer Politik gezielter Todesschüsse, es sei die Aufgabe von Sicherheitsorganen, Menschen am Abfeuern von Waffen zu hindern. Die Aufsichtsbehörde der BBC, der BBC Trust, stellte im Januar 2017 fest, dass die politische Korrespondentin Laura Kuenssberg diese Äußerung fehlerhaft und parteiisch wiedergegeben hat.
Die Tageszeitung The Times schrieb, dass Corbyn Verbindungen zu einem Pro-PKK-Lobby-Netzwerk habe. Außerdem sei er Schutzherr der Organisation Peace in Kurdistan. Diese gilt als der PKK nahestehend. In einer parlamentarischen Anfrage aus dem Jahr 2013 setzte sich Corbyn für eine Aufhebung des Verbots der PKK ein. 2016 plädierte er für eine Einbeziehung Öcalans in den türkischen Friedensprozess.
Der Journalist Glenn Greenwald verglich die Ablehnung Corbyns durch britische Politiker und Medien mit der Reaktion auf Bernie Sanders in den Vereinigten Staaten.

## Antisemitismus-Kontroversen
In der Labour-Partei in den Jahren vor Corbyns Wahl zum Parteivorsitzenden wurde Antisemitismus gemeinhin nicht als Problem gewertet. Kritiker von Corbyn behaupten, dies habe sich seither geändert, und sowohl Jeremy Corbyn als auch einige seiner engen Mitarbeiter und Freunde sind in den Fokus der Kritik gerückt; ihnen wird unter anderem vorgeworfen, zu wenig gegen Antisemitismus unternommen zu haben. Im Oktober 2016 gab ein parlamentarischer Ausschuss an, keine „zuverlässigen und empirischen Beweise für die Annahme einer stärker ausgeprägten Prävalenz von antisemitischen Verhaltensweisen innerhalb der Labour-Partei im Vergleich zu anderen politischen Parteien“ feststellen zu können.
Als „Sozialist der alten antiimperialistischen 68er-Schule“ wird Corbyn wegen „israelkritischer“ Äußerungen teilweise selbst, wie etwa von Richard C. Schneider, in die Nähe zum Antisemitismus gerückt.

### Vorwürfe
2009 bezeichnete Corbyn die Terrororganisation Hamas und die damals bereits teilweise als Terrororganisation eingestufte Hisbollah als „Freunde“, eine Haltung, die er 2015 relativierte, jedoch nicht vollständig widerrief. 2010 veranstaltete Corbyn am internationalen Holocaust-Gedenktag im britischen Parlament eine Veranstaltung mit dem Titel Von Auschwitz nach Gaza; ihm wurde vorgeworfen, damit Israel mit den Nationalsozialisten gleichgesetzt zu haben. Corbyn trat überdies dafür ein, den Holocaust-Gedenktag nur noch „Gedenktag“ zu nennen. 2011 stellte er das Existenzrecht Israels in Frage und vertrat in einem iranisch finanzierten Fernsehsender die Haltung, das Existenzrecht Israels bei jeglicher Diskussion über eine Lösung des Nahostkonflikts als Faktum vorauszusetzen, sei einseitige Voreingenommenheit. 2012 lud Corbyn Raed Salah in das britische Parlament ein, einen zur Gewalt gegen die „Zionisten“ aufrufenden arabischen Prediger aus Israel, der in Anlehnung an die mittelalterliche Ritualmordlegende Juden beschuldigt hatte, Blut von nicht jüdischen Kindern zur Brotherstellung zu verwenden. Ebenfalls 2012 teilte Corbyn auf Facebook die Kritik über den Abriss einer als antisemitisch eingestuften Wandmalerei des US-Graffitikünstlers Mear One, die sechs weiße Männer, einige mit einer dem Stereotyp des Juden entsprechenden Hakennase zeigte, die auf dem Rücken schwarzer Menschen Monopoly spielen und eine „neue Weltordnung“ diktieren. Später bedauerte Corbyn, das Bild nicht genauer betrachtet zu haben, und erklärte, nicht aus antisemitischen Motiven, sondern aus Klassenbewusstsein gehandelt zu haben.  2013 besuchte Corbyn eine umstrittene Veranstaltung der Organisation Deir Yassin Remembered, die an das Massaker von Deir Jassin erinnerte und vom jüdischen Holocaustleugner Paul Eisen initiiert war. Corbyn gab an, er habe über Eisen nicht Bescheid gewusst, das Thema der Veranstaltung jedoch als angemessen angesehen. 2013 kritisierte Corbyn auf einer vom Palestinian Return Center organisierten Konferenz „britische Zionisten“, jedoch ohne konkrete Personennamen oder Organisationen zu nennen. In einem später aufgetauchten weiteren Videosegment sprach er vom „progressiven jüdischen Element“ in Großbritannien, das die Balfour-Deklaration abgelehnt und erkannt habe, dass der Zionismus nur Schwierigkeiten bereiten würden. Dieser habe, so Corbyn, manche Juden zu einer haarsträubenden Position verleitet. Er rechtfertigte sich später, den Begriff Zionismus politisch exakt und ihn nicht als Synonym von Jude verwendet zu haben.
Im August 2015 veröffentlichte The Jewish Chronicle eine Liste von Fragen an Corbyn, die unter anderem seine Unterstützung für die Hamas, Hisbollah und die al-Quds-Tag-Demonstrationen betrafen; der Guardian griff die Vorwürfe auf. Corbyns Sprecher erwiderten, es sei die feste Überzeugung des Parteivorsitzenden, dass rassistische, antisemitische ebenso wie islamfeindliche Slogans auf Demonstrationen nichts zu suchen hätten; der Holocaust sei die schlimmste Phase der Geschichte gewesen. Bezüglich seiner Kontakte zu Hamas und Hisbollah äußerte Corbyn, mit diesen nicht politisch übereinzustimmen und sie nicht kollektiv als „Freunde“ bezeichnet zu haben. In seine Versuche, einen Friedensprozess im Nahen Osten in Gang zu bringen, habe er sie als beteiligte Parteien aber einbeziehen müssen. Der Vorwurf, bei der Auswahl seiner Gesprächspartner und Unterstützer antisemitische Kräfte einzubeziehen, wurde danach öfter erhoben, auch von der konservativen Premierministerin Theresa May.
2016 äußerte Corbyn: „Our Jewish friends are no more responsible for the actions of Israel or the Netanyahu government than our Muslim friends are for those of various self-styled Islamic states or organisations.“ Von israelischen Politikern und auch im Inland wurde Corbyn kritisiert, da diese Aussage als Vergleich zwischen Israel und dem IS interpretiert wurde.
Im Oktober 2016 warf der Innenausschuss des britischen Unterhauses Corbyn in einem Report vor, zu wenig Führungsstärke gegenüber antisemitischen Äußerungen an den Tag zu legen und sie dadurch zu begünstigen. Corbyn wies dies zurück und beschuldigte den Ausschuss der Einseitigkeit gegenüber Labour. Auch der Soziologe David Hirsh warf Corbyn „Unterstützung für Terrorismus und Toleranz gegenüber dem Antisemitismus“ vor.
Im März 2018 wurde bekannt, dass Corbyn und einige seiner Mitarbeiter bis 2015 Mitglied in einer geschlossenen Facebook-Gruppe namens Palestine Live waren; Corbyn selbst gab an, er habe sich nur selektiv daran beteiligt und keine Beiträge mit antisemitischem Inhalt wahrgenommen. Wenige Tage später wurde bekannt, dass Corbyn in weiteren Facebook-Gruppen mit offenbar antisemitischen Inhalten Mitglied war; Corbyn gab an, davon nicht gewusst zu haben, und verließ die Gruppen.
Auch im März 2018 kritisierten jüdische Gemeinden in einem offenen Brief Corbyn, weil er „immer wieder“ Partei für antisemitische Positionen ergreife und „ideologisch so sehr auf seine weit links stehende Weltsicht fixiert“ sei, „dass er den jüdischen Gemeinschaften der Mitte instinktiv feindselig gegenübersteht“.
Im August 2018 wurden Bilder veröffentlicht, die Corbyn 2014 bei einer Gedenkfeier für die palästinensischen Terroristen des Münchner Olympia-Attentats zeigten.
Am 26. Juli 2018 schrieben der Jewish Telegraph, die Jewish News und der Jewish Chronicle: „Seit Jeremy Corbyn 2015 Vorsitzender der Labour-Partei wurde, durchsetzen Schmutz und Schande des Antisemitismus die Oppositionspartei.“ 68 Rabbiner äußerten zudem in einem offenen Brief ihre Befürchtung, dass Corbyn mehr oder minder aktiv stereotype Vorurteile auch in Zukunft zulassen werde. Hintergrund war ein Dokument der International Holocaust Remembrance Alliance zur Definition von Antisemitismus, deren Kriterien Corbyn offenbar zum Teil nicht anerkennen wolle.
Im Oktober 2023 lehnte Corbyn es ab, den Terrorangriff der Hamas auf Israel zu verurteilen; stattdessen sah er eine Verantwortung Israels, das die „Besetzung Palästinas“ beenden müsse. Im Tribune schrieb Corbyn, Israel habe „Krankenhäuser ins Visier genommen, Krankenrettungswägen zerstört und Kindergärten beschädigt“. Man sei womöglich „Zeuge der totalen Vernichtung von Gaza und dessen Bevölkerung“. Es handle sich „nicht um einen Konflikt zwischen Gleichen, sondern um die systematische Aushungerung, Unterwerfung und Zerstörung einer unbewaffneten Zivilbevölkerung“.

### Reaktionen und Bewertungen
Im Juli 2018 trat der Labour-Abgeordnete Frank Field als Whip ab und begründete diesen Schritt damit, dass die Labour-Führung eine Antriebskraft für Antisemitismus in der britischen Politik geworden sei. In der Partei regiere mittlerweile eine Kultur der Intoleranz, Bosheit und Einschüchterung. Corbyn räumte im selben Monat ein, dass es ein „echtes Problem“ mit Antisemitismus in seiner Partei gebe. Labour arbeite jedoch daran, dagegen vorzugehen, sagte er zu. Beim Parteitag im September gestand er ein, der Antisemitismusstreit habe „immense Verletzungen und Ängste in der jüdischen Gemeinschaft hervorgerufen und zu großem Unmut in der Partei geführt“. Er hoffe, „wir können zusammen einen Schlussstrich ziehen“.
Vom Simon Wiesenthal Center wurden Corbyns Äußerungen 2018 auf Platz vier der schlimmsten antisemitischen Vorfälle des Jahres gesetzt. Im Dezember 2019 wurde die von Corbyn geführte Labour Party vom Simon Wiesenthal Center auf Platz 1 der Liste der zehn größten antisemitischen Vorfälle weltweit gesetzt.
Im November 2019 erklärte der langjährige jüdische Tory-Abgeordnete und Unterhaussprecher John Bercow, er glaube nicht, dass Corbyn antisemitisch sei. Er kenne Corbyn seit 22 Jahren und sei trotz unterschiedlicher politischer Orientierung gut mit ihm ausgekommen. Nie habe er einen „Hauch von Antisemitismus“ bei ihm gespürt. Corbyn sei eine „ziemlich sympathische Person“.
Die langjährige Labour-Politikerin und Nachfahrin von Holocaust-Opfern Margaret Hodge nannte Corbyn einen „antisemitischen Rassisten“.
Ebenfalls im November 2019 warf der britische Oberrabbiner Ephraim Mirvis Corbyn vor, nicht genügend gegen Antisemitismus in der Labour-Partei getan zu haben. „Ein neues Gift – gebilligt von der Spitze“ habe sich in der Partei breit gemacht. Dabei handle es sich um ein „Führungsversagen“, so Mirvis, denn die Art, wie die Partei mit antijüdischem Rassismus umgegangen sei, sei „mit den britischen Werten unvereinbar, auf die wir so stolz sind“. Zudem veröffentlichte eine Gruppe von Intellektuellen und Künstlern im Guardian einen offenen Brief, in dem sie aufforderten, Corbyn wegen seiner Antisemitismus-Verbindungen bei der anstehenden Unterhauswahl nicht zu wählen. Zu der Unterzeichnern zählten die Schriftsteller John Le Carré und Frederick Forsyth, die Historiker Anthony Beevor, Peter Frankopan und Tom Holland, die Schauspielerin Joanna Lumley und der Vorsitzende der Organisation Muslime gegen Antisemitismus Fiyaz Mughal.
Am 29. Oktober 2020 schloss die Partei Corbyn durch Entscheidung von Generalsekretär David Evans bis zum Abschluss einer Untersuchung vorläufig aus der Partei und der Unterhausfraktion aus. Anlass war Corbyns Reaktion auf den Bericht der unabhängigen Gleichstellungs- und Menschenrechtskommission (Equality and Human Rights Commission) über Antisemitismus in der Partei, in der Corbyn erklärte, ein Antisemit sei einer zu viel, aber das Ausmaß des Problems sei „aus politischen Gründen von inner- und außerparteilichen Gegnern und vielen Medien dramatisch übertrieben dargestellt“ worden. Corbyn wies außerdem die Vorwürfe des Berichts gegen seine Führung zurück: Er sei von der Parteibürokratie zunächst daran gehindert worden, das Antisemitismus-Problem anzugehen. Nach dem Amtsantritt seiner Generalsekretärin Jennie Formby habe sein Team den Prozess zum Ausschluss von Antisemiten aus der Partei beschleunigt, statt ihn zu behindern. Der Bericht warf der Parteiführung unter Corbyn schwerwiegendes Versagen beim Vorgehen gegen Antisemitismus und einen unzureichenden Prozess im Umgang mit Antisemitismusbeschwerden vor. Corbyn nannte seinen Ausschluss eine „politische Intervention“ und kündigte an, er werde dagegen vorgehen. Keir Starmer, Corbyns Nachfolger als Parteivorsitzender, befürwortete dessen Ausschluss. Am 17. November 2020 wurde Corbyn durch eine Entscheidung des Nationalen Exekutivkomitees der Partei wieder in die Labour-Partei aufgenommen. Zuvor hatte er klargestellt, Bedenken über Antisemitismus seien nicht übertrieben und er habe ausdrücken wollen, dass die überwiegende Mehrheit der Labour-Mitglieder engagierte Antirassisten seien und blieben, die sich zutiefst gegen Antisemitismus aussprächen. Die parteinahe Jewish Labour Movement und der gemeinnützige Holocaust Educational Trust kritisierten die Wiederaufnahme Corbyns, während die Mitgliederorganisation Jewish Voice for Labour und die Gewerkschaft Unite the Union sie begrüßten. Eine Wiederaufnahme Corbyns in die Unterhausfraktion wurde vom Parteivorsitzenden Keir Starmer abgelehnt.

## Privates
Corbyn ist zum dritten Mal verheiratet. Im Jahre 1974 heiratete er Jane Chapman, eine ehemalige Stadträtin und Universitätsprofessorin in Medienwissenschaft. Die Ehe wurde 1979 geschieden. 1987 heiratete er in zweiter Ehe Claudia Bracchitta, eine chilenische Exilantin, aus dieser Ehe gingen drei Söhne hervor. Die Ehe wurde 1999 geschieden; ein öffentlich bekanntgemachter Grund dafür war, dass sich die Eheleute nicht über den weiterführenden Schulbesuch ihres Sohnes hätten einigen können. Corbyn habe seinen Sohn auf eine Gesamtschule in ihrem Stadtteil schicken wollen, seine Frau habe auf einer anderen Schule bestanden, da die Islingtoner Schule die vorgegebenen Bildungsziele des Bildungsministeriums damals verfehlt habe.
2013 schloss Corbyn seine dritte Ehe mit der Mexikanerin Laura Álvarez.